# Botrychium × watertonense
Botrychium × watertonense là một loài dương xỉ trong họ Ophioglossaceae. Loài này được W.H.Wagner mô tả khoa học đầu tiên năm 1984.
Danh pháp khoa học của loài này chưa được làm sáng tỏ. 